# Roger Bricoux
Roger Marie Joseph Léon Bricoux (1. června 1891 Cosne-Cours-sur-Loire – 15. dubna 1912 RMS Titanic, severní Atlantik) byl francouzský violoncellista a člen orchestru na Titanicu.

## Život

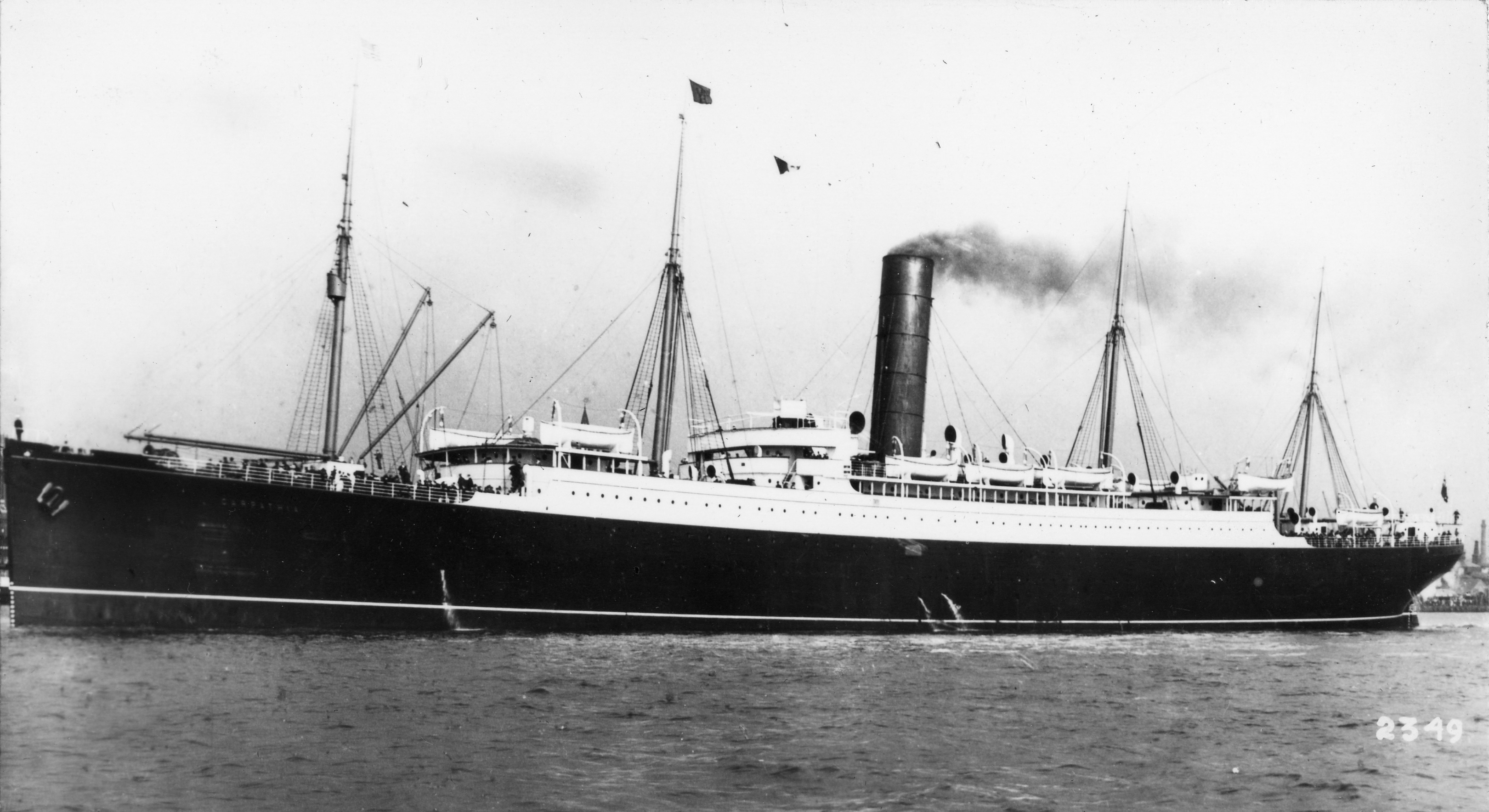
Roger Bricoux sloužil na lodi Carpathia.

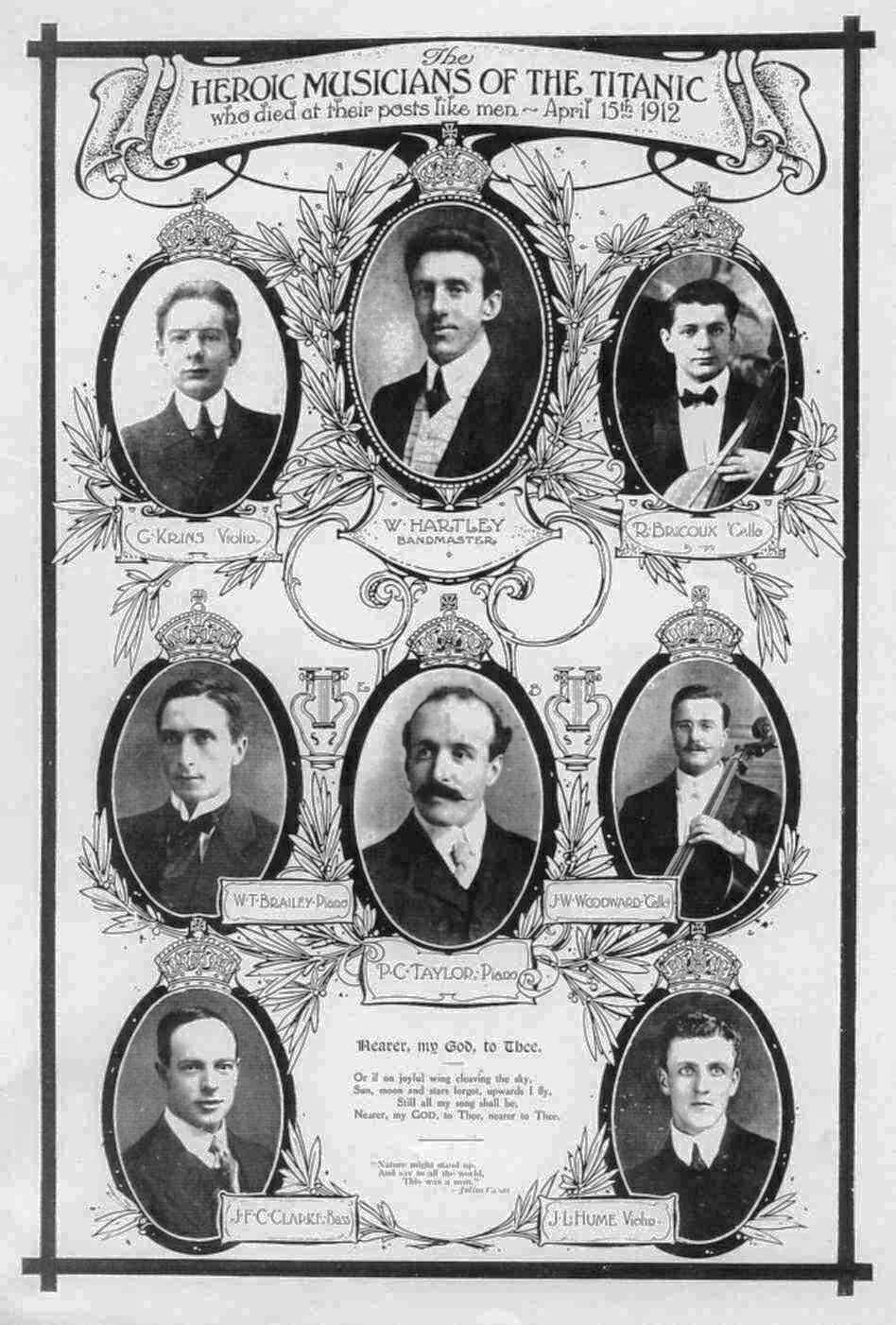
Roger Bricoux (vpravo nahoře, 1912) byl členem orchestru na Titanicu.

Narodil se 1. června 1891 v ulici de Donzy v Cosne-sur-Loire. Byl synem Léona Félixe Bricouxe, tehdy třiatřicetiletého hudebníka pocházejícího z Monaka, a Marie Rose Dherbierové, tehdy osmadvacetileté, pocházející z Cosne-sur-Loire.
Získal první cenu na boloňské konzervatoři a počátkem roku 1912 nastoupil na loď Carpathia společnosti Cunard Line, kde se seznámil s britským pianistou Theodorem Braileym, a v dubnu odešel do služby na loď Titanic společnosti White Star Line.
Byl jediným francouzským hudebníkem a nejmladším členem orchestru na Titanicu. Spolu s britskými hudebníky Percym Corneliusem Taylorem a Johnem Wesley Woodwardem byl jedním ze tří violoncellistů. Zahynul stejně jako ostatních sedm hudebníků orchestru, když se Titanic v roce 1912 na své první plavbě potopil. Jeho tělo, pokud se vůbec našlo, nebylo nikdy identifikováno.
Americké úřady nezaslaly francouzským úřadům úmrtní list a 4. ledna 1913 byl francouzskou armádou prohlášen za „neukázněného“. V době všeobecné mobilizace za první světové války byl označen za „dezertéra“, avšak po získání úmrtního oznámení k tomuto datu byl 1. února 1917 ze seznamu neukázněných vyškrtnut.
V roce 2000 díky úsilí Association française du Titanic (AFT) přidal Tribunal de Grande Instance de Nevers do rodného listu Rogera Bricouxe v Cosne-sur-Loire tuto poznámku na okraj: „Rozsudkem ze dne 11. srpna 2000 rozhodlo rodinné oddělení Tribunal de Grande Instance de Nevers, že dotyčný, člen posádky Titanicu, zemřel na moři v noci ze 14. na 15. dubna 1912.“
Dne 2. listopadu 2000 byla na hřbitově v Cosne-Cours-sur-Loire umístěna pamětní deska, kterou sestavilo město a již zmíněné sdružení.